# A Midnight Romance
A Midnight Romance er en amerikansk stumfilm fra 1919 af Lois Weber.

## Medvirkende
- Anita Stewart som Marie
- Jack Holt som Roger Sloan
- Edwin B. Tilton
- Elinor Hancock
- Helen Yoder